# Leninski (Sacha)
Leninski (russisch Ле́нинский; jakutisch Ленинскай) ist eine Siedlung städtischen Typs in der Republik Sacha (Jakutien) in Russland mit 1866 Einwohnern (Stand 14. Oktober 2010).

## Geographie
Der Ort liegt etwa 450 km Luftlinie südsüdwestlich der Republikhauptstadt Jakutsk im Aldanhochland. Er befindet sich am Flüsschen Bolschoi Kuranach (Großer Kuranach) im System des Aldan.
Leninski gehört zum Rajon Aldanski und befindet sich 5 km südöstlich von dessen Verwaltungszentrum Aldan. Die Siedlung ist Sitz der Stadtgemeinde (gorodskoje posselenije) Possjolok Leninski, zu der außerdem die Siedlung städtischen Typs Lebediny (9 km südlich, am Oberlauf des Bolschoi Kuranach) und das Dorf Jakokut (17 km ostsüdöstlich, am Aldan-Nebenfluss Jakokit) gehören.

## Geschichte
Der Ort wurde 1929 unter dem Namen Nischne-Stalinsk (auch Nischni Stalinsk) als Goldsuchersiedlung gegründet und erhielt 1932 den Status einer Siedlung städtischen Typs. Der Name bezieht sich auf Josef Stalin; Nischne- bedeutet Unter-/Nieder- in Abgrenzung zu den heute verschwundenen Bergwerkssiedlungen Sredne-Stalinsk und Werchne-Stalinsk, Mittel- und Ober-Stalinsk weiter flussaufwärts. 1962 erhielt die Siedlung ihren heutigen Namen nach Lenin. Seit der Goldbergbau 1998 aufgegeben wurde, ist die Siedlung vorrangig Wohnvorort der Stadt Aldan.

### Bevölkerungsentwicklung
| Jahr | Einwohner |
| ---- | --------- |
| 1939 | 6221      |
| 1959 | 2793      |
| 1970 | 2603      |
| 1979 | 2428      |
| 1989 | 2662      |
| 2002 | 2112      |
| 2010 | 1866      |

Anmerkung: Volkszählungsdaten

## Verkehr
Die Fernstraße A360 Lena von Newer nach Nischni Bestjach bei Jakutsk (bisher M56, Nummer noch bis 2017 alternativ in Gebrauch) führt einige Kilometer westlich von Leninski bei der Stadt Aldan vorbei, ebenso die Amur-Jakutische Eisenbahnmagistrale (AJaM), die die Transsibirische Eisenbahn und die Baikal-Amur-Magistrale (BAM) mit der jakutischen Hauptstadt verbindet.